# قیام کاکیتسو
قیام کاکیتسو (به ژاپنی: 嘉吉の徳政一揆 or 嘉吉の土一揆, Kakitsu no Tokusei Ikki or Kakitsu no Tsuchi Ikki) قیام دهقانی بود که در سال ۱۴۴۱ رخ داد و خواستار ابطال بدهی‌ها بود. این قیام در کیوتو و مناطق اطراف آن مانند ولایت اومی رخ داد. در ماه اوت، در میان هرج و مرج سیاسی به دنبال ترور آشیکاگا یوشی‌نوری در ژوئن ۶، دهقانان، همراه با باشاکو‌های به مرکزیت کیوتو و ساکاموتو و ولایت اومی قیام کردند و خواستار دستور جامع ابطال بدهی بر اساس "دای هاجیمه نو توکوسی "، کاهش بدهی به مناسبت به قدرت رسیدن شوگون جدید شدند. جیزامورای (اربابان کوچک محلی) رهبری جنبش را به دست گرفتند و این قیام به شورشی چند ده هزار نفری از مردم تبدیل شد. این شورش همه جا گسترش نیاورد بلکه به صورت یک حلقه در اطراف کیوتو شکل گرفت.
سرانجام شوگون هفتم آشیکاگا یوشی‌کاتسو خواسته‌های آنان را پذیرفت و دستور جامع ابطال بدهی را صادر کرد که شامل بدهی از زمین فروخته شده به صورت دائمی توسط کشاورزان کمتر از ۲۰ سال پیش بود.